# Żółcin
Żółcin (niem. Neu Schilde) – osada w Polsce położona w województwie zachodniopomorskim, w powiecie drawskim, w gminie Drawsko Pomorskie. W latach 1975–1998 miejscowość administracyjnie należała do województwa koszalińskiego. W roku 2007 osada liczyła 33 mieszkańców. Miejscowość wchodzi w skład sołectwa Żółte.

## Geografia
Osada leży ok. 2,5 km na północny zachód od Żółtych, ok. 500 m na południowy zachód od jeziora Rydzewo, ok. 600 m na wschód od rzeki Starej Regi, ok. 800 m na północ od jeziora Zarańskie.

## Historia
Na wyspie pobliskiego jeziora Zarańskie, w 2003 roku archeolodzy pracujący pod kierunkiem dr. Ryszarda Kaźmierczaka odkryli na wyspie miejsce kultu pogańskiego. Rok później, w położonym o kilka kilometrów dalej jeziorze Gągnowo, natrafiono na fragmenty dwóch mostów łączących stały ląd z grodziskiem na wyspie na tym jeziorze, a wokół wiele zatopionych przedmiotów. Na podstawie badań dendrochronologicznych ustalono, że jeden z mostów wybudowany został 700 lat p.n.e.